# Episodi di Jane Wyman Presents the Fireside Theatre (prima stagione)
La prima stagione della serie televisiva Jane Wyman Presents the Fireside Theatre è andata in onda negli Stati Uniti dal 30 agosto 1955 al 24 aprile 1956 sulla NBC.
| nº | Titolo originale           | Prima TV USA      |
| -- | -------------------------- | ----------------- |
| 1  | Technical Charge of Murder | 30 agosto 1955    |
| 2  | Gusher City                | 6 settembre 1955  |
| 3  | The Director               | 13 settembre 1955 |
| 4  | Holiday in Autumn          | 20 settembre 1955 |
| 5  | Little Guy                 | 27 settembre 1955 |
| 6  | The Sport                  | 4 ottobre 1955    |
| 7  | Stephen and Publius Cyrus  | 11 ottobre 1955   |
| 8  | One Last September         | 18 ottobre 1955   |
| 9  | The Smuggler               | 25 ottobre 1955   |
| 10 | Nailed Down                | 1º novembre 1955  |
| 11 | Ride with the Executioner  | 8 novembre 1955   |
| 12 | The Key                    | 15 novembre 1955  |
| 13 | His Maiden Voyage          | 22 novembre 1955  |
| 14 | Woman at Sea               | 29 novembre 1955  |
| 15 | Bamboo Cross               | 6 dicembre 1955   |
| 16 | As Long as I Live          | 12 dicembre 1955  |
| 17 | Along Came a Bachelor      | 20 dicembre 1955  |
| 18 | Big Joe's Comin' Home      | 27 dicembre 1955  |
| 19 | Once Upon a Nightmare      | 3 gennaio 1956    |
| 20 | The Liberator              | 10 gennaio 1956   |
| 21 | The House on Elm Street    | 17 gennaio 1956   |
| 22 | Excuse Me for Living       | 24 gennaio 1956   |
| 23 | The Velvet Trap            | 31 gennaio 1956   |
| 24 | Not What She Pretended     | 7 febbraio 1956   |
| 25 | Kristi                     | 14 febbraio 1956  |
| 26 | The Thread                 | 21 febbraio 1956  |
| 27 | The Mirror                 | 28 febbraio 1956  |
| 28 | An Echo Out of the Past    | 6 marzo 1956      |
| 29 | Scent of Roses             | 13 marzo 1956     |
| 30 | Shoot the Moon             | 20 marzo 1956     |
| 31 | Sound of Thunder           | 27 marzo 1956     |
| 32 | In a Different Life        | 3 aprile 1956     |
| 33 | This Land Is Mine          | 10 aprile 1956    |
| 34 | The Past Is Always Present | 17 aprile 1956    |
| 35 | The Hidden People          | 24 aprile 1956    |

## Technical Charge of Murder
- Prima televisiva: 30 agosto 1955

### Trama
- Guest star: Nan Boardman (Mrs. Corrigan), Argentina Brunetti (Mrs. Adams), William Ching (colonnello), John Harmon (Corrigan), Larry Keating (Hovey), Jane Wyman (Rita)

## Gusher City
- Prima televisiva: 6 settembre 1955

### Trama
- Guest star: John Archer (Rensch), Rod Cameron (Jack Chalmers), Dabbs Greer (Jeremy), Jane Wyman (Maryann Goldsmith)

## The Director
- Prima televisiva: 13 settembre 1955

### Trama
- Guest star: Jane Wyman (se stessa  - presentatrice), James Barton (Hugh Carmody), Jack Carson (Kendall Loring), Nancy Gates

## Holiday in Autumn
- Prima televisiva: 20 settembre 1955

### Trama
- Guest star: Cecil Elliott, Richard Erdman (Kemper), Clarence Lung, Walter Reed (Tom), Jean Vander Pyl, Fay Wray (Myra), Jane Wyman (Mary)

## Little Guy
- Prima televisiva: 27 settembre 1955

### Trama
- Guest star: Jane Wyman (se stessa  - presentatrice), Joan Camden (Sylvia), Dane Clark (Shorty), Ron Hargrave (Kid), Richard Karlan (Jerry), Peggy Maley (Mabel), Lee Marvin (Jigger), Jesse White (Al)

## The Sport
- Prima televisiva: 4 ottobre 1955

### Trama
- Guest star: Arthur Q. Bryan (Hodges), Reginald Denny (Thompson), Paul Harvey, Herbert Heyes (Ralph), Jayne Meadows (Alice), Harlan Warde (Bill), Keenan Wynn (Henry)

## Stephen and Publius Cyrus
- Prima televisiva: 11 ottobre 1955

### Trama
- Guest star: Jane Wyman (se stessa  - presentatrice), Marguerite Chapman (Janet), Felicia Farr (Mary Ellen), Larry Keating (Philip), Charles Lane (Henry), Peter Lawford (Stephen), Doris Lloyd (Lois)

## One Last September
- Prima televisiva: 18 ottobre 1955

### Trama
- Guest star: Irving Bacon (Dad), Glenn Langan (Pete), Don Murray (Ken), Amzie Strickland (Edie), Jane Wyman (Liz)

## The Smuggler
- Prima televisiva: 25 ottobre 1955

### Trama
- Guest star: Jane Wyman (se stessa  - presentatrice), Henry Daniell (Dictator), Vince Edwards (Angelo), Richard Karlan (Police Captain), Lita Milan (Anna), Pedro Regas (Old Fisherman), Gilbert Roland (Tasso)

## Nailed Down
- Prima televisiva: 1º novembre 1955

### Trama
- Guest star: Jane Wyman (se stessa  - presentatrice), Gene Barry (Lukas), Dan Duryea (Doc), Terry Frost (Red), Natalie Norwick (Belle), Douglas Spencer (sceriffo)

## Ride with the Executioner
- Prima televisiva: 8 novembre 1955

### Trama
- Guest star: Neville Brand (Marriot), Doris Packer (Miss Connors), Christian Pasques (Tommy), Lydia Reed (Mary), Bucko Stafford (Danny), Jane Wyman (Eve)

## The Key
- Prima televisiva: 15 novembre 1955

### Trama
- Guest star: Vivi Janiss (Anita Spencer), Carolyn Jones (Patient), Emile Meyer (dottor Gresham), Ann Tyrrell (infermiera Hanson), Jane Wyman (Jean Bradford)

## His Maiden Voyage
- Prima televisiva: 22 novembre 1955

### Trama
- Guest star: James Barton (Willie), Henry Corden (Henry Alvin), Ted de Corsia (Jeremy), Tom Dillon (Potter Thompson), John Harmon (Mr. Brown), Nora Marlowe (Agnes), James McCallion (Tommy), Pat O'Malley (uomo), Gloria Rhoads (Florrie), Norma Varden (Lady Sharpe), Charles Winninger (Phinney)

## Woman at Sea
- Prima televisiva: 29 novembre 1955

### Trama
- Guest star: Jane Wyman (se stessa  - presentatrice), John Baragrey (Philip), Katharine Bard (Jean), George Chandler (Mr. Forney), Juney Ellis (Miss Tubbs), Tiger Fafara (Horace), Gladys Hurlbut (Mrs. Forney), Ruth Hussey (Nancy), Marya Marco (Keiko), Lyle Talbot (Arnheim)

## Bamboo Cross
- Prima televisiva: 6 dicembre 1955

### Trama
- Guest star: James Hong, Kurt Katch (King Fat), Betty Lynn (Anne), Sichi Sao, Jane Wyman (Sorella Regina)

## As Long as I Live
- Prima televisiva: 12 dicembre 1955

### Trama
- Guest star: Jane Wyman (se stessa  - presentatrice), Sally Brophy (Florence), Brian Keith (Jim), Dan O'Herlihy (Edgar), Anne O'Neal (Mrs. Quinlan), Dick Wessel (conducente)

## Along Came a Bachelor
- Prima televisiva: 20 dicembre 1955

### Trama
- Guest star: Olive Blakeney, Claudia Bryar, Bobby Clark, Juney Ellis, Harvey Grant (Son), Elizabeth Harrower, Patric Knowles (Bachelor), Mario Siletti, Wendy Winkelman, Jane Wyman (Widow)

## Big Joe's Comin' Home
- Prima televisiva: 27 dicembre 1955

### Trama
- Guest star: Jane Wyman (se stessa  - presentatrice), Tol Avery (Dutch), Douglass Dumbrille (Goldy), Wallace Ford (Boats), Virginia Gregg (Rosa), Richard Jaeckel (The Kid), Victor McLaglen (Big Joe), Robert Middleton (Maggio)

## Once Upon a Nightmare
- Prima televisiva: 3 gennaio 1956

### Trama
- Guest star: Vivi Janiss (Agnes Mason), David Kasday (Johnnie Gaines), Emile Meyer (Ed Mason), Arthur Space (Paul Kendall), Jane Wyman (Emily Prince)

## The Liberator
- Prima televisiva: 10 gennaio 1956

### Trama
- Guest star: Jane Wyman (se stessa  - presentatrice), Sebastian Cabot (padre), Dane Clark (Vico), Anna Navarro (Pretty Girl), Eugenia Paul, Danny Richards Jr. (First Boy), Joanne Rio, Serena Sande (Della), Penny Santon (Senora LaTorre)

## The House on Elm Street
- Prima televisiva: 17 gennaio 1956

### Trama
- Guest star: Mabel Albertson (Neighbor), Jean Howell (Jessice Crane), Harlan Warde (poliziotto), Jane Wyman (Helen Crane)

## Excuse Me for Living
- Prima televisiva: 24 gennaio 1956

### Trama
- Guest star: Edith Evanson, Arthur Franz, Jane Wyman

## The Velvet Trap
- Prima televisiva: 31 gennaio 1956

### Trama
- Guest star: Jane Wyman (se stessa  - presentatrice), Phyllis Thaxter, James Whitmore

## Not What She Pretended
- Prima televisiva: 7 febbraio 1956

### Trama
- Guest star: Robert F. Simon (avvocato Coleman), Tom Tryon (Kevin Cavanaugh), Jane Wyman (Barbara Towne)

## Kristi
- Prima televisiva: 14 febbraio 1956

### Trama
- Guest star: Jane Wyman (Kristi Stone), Jack Kelly (Rayburn Stone), Charles Coburn (dottor Cutler), Edith Evanson (Mrs. Horton), Burt Mustin (Jack Ruggles), Minerva Urecal (Mrs. Adams), Kate MacKenna (Mrs. Madison), Robert Petersen (conducente)

## The Thread
- Prima televisiva: 21 febbraio 1956

### Trama
- Guest star: Chuck Connors (ufficiale Handley), Anthony Eustrel (Percy), Jeff Morrow (Gordon), Philip Ober (Laeyer), Penny Santon (madre), Jane Wyman (Leslie Bell)

## The Mirror
- Prima televisiva: 28 febbraio 1956

### Trama
- Guest star: Joanne Dru (Kittura), Tom Tryon (Ben), Carleton Young (Perkins), Harry Harvey Jr. (Appleby), Rosa Turich (Louisa), Lisa Montel (Carmelita), Mimi Gibson (Kathleen), Tim Graham (dottore)

## An Echo Out of the Past
- Prima televisiva: 6 marzo 1956

### Trama
- Guest star: Jane Wyman (tenente Meg), Jeff Morrow (maggiore Jim Ewing), Ross Elliott (dottor Captain David Sherman), Lorna Thayer (infermiera Ann), William Boyett (sergente), Leon Tyler (soldato Anderson), Nancy Valentine (Marjorie Ewing), Arthur Hanson (Party Host), Rayford Barnes (medico), Joe Flynn (suonatore piano)

## Scent of Roses
- Prima televisiva: 13 marzo 1956

### Trama
- Guest star: Edith Evanson (Zia Joanna), Nancy Gates (Ann), Jack Kelly (Gilman), Jane Wyman (Clarissa)

## Shoot the Moon
- Prima televisiva: 20 marzo 1956

### Trama
- Guest star: Jane Wyman (se stessa  - presentatrice), Joi Lansing (Terry), Donald MacBride (dottor Rauchenback), Ozzie Nelson (dottor Phil Dunning), Lyle Talbot (Wendell Atkinson)

## Sound of Thunder
- Prima televisiva: 27 marzo 1956

### Trama
- Guest star: Charles Drake, Carl Esmond, Jane Wyman

## In a Different Life
- Prima televisiva: 3 aprile 1956

### Trama
- Guest star: Lawrence Dobkin (Francisco), Scott Forbes (Tom), Jack Kruschen (Jose), Penny Santon (Panalya), Jane Wyman (Marie)

## This Land Is Mine
- Prima televisiva: 10 aprile 1956

### Trama
- Guest star: Jane Wyman (se stessa  - presentatrice), Paul Bryar (White), Anthony Caruso (Garrett), Kem Dibbs (Burke), Michael Forest (Plater), John Ireland (Wade Harlan), Joy Page (Ellem Harlan)

## The Past Is Always Present
- Prima televisiva: 17 aprile 1956

### Trama
- Guest star: John Baragrey (Emmett Brandon), Lawrence Dobkin (Dwight Foster), Edith Evanson (Mrs. Burgess), Robert Malcolm (impiegato), Jane Wyman (Karen Foster)

## The Hidden People
- Prima televisiva: 24 aprile 1956

### Trama
- Guest star: John Abbott (Barrett), Parley Baer (Fitch), Clem Bevans (Mellan), Hallene Hill (Wilkins Sister), Kate MacKenna (Wilkins Sister), Nora Marlowe (Bradley), Minerva Urecal (Harrison), Jane Wyman (Cleary Penryn)